# 4000톤급 잠수함 사업
4000톤급 잠수함 사업은 2020년 대한민국 해군이 건조계획을 발표한 디젤 잠수함이다.

## 역사
2020년 8월 10일, 국방부는 국방중기계획(2021∼2025년) 기간에 무장 탑재능력과 잠항(潛航) 능력이 향상된 3600t급 및 4000t급 잠수함을 건조하겠다고 밝혔다. 4000t급 잠수함은 원자로만 달면 핵잠수함으로 신속 전환이 가능한 일본의 소류급 잠수함(16SS·4300t) 디젤 잠수함을 벤치마킹한 것으로, 국산 핵잠수함 시대 개막에 대비하는 차원으로 해석된다.
해군은 노무현 정부 당시에도 핵추진 잠수함 개발을 진행한 적이 있다. 해군이 노 대통령에게 핵추진 잠수함 건조를 보고해 승인받은 '2003년 6월 2일'의 의미를 담은 이른바 '362사업'이다.
원자로를 탑재해 원자력 추진을 하는 잠수함을 핵잠수함이라고 부르는데, 핵잠수함에는 1만톤급 공격원잠과 2만톤급 전략원잠이 있다. 전략원잠은 SLBM을 탑재한 모델이다. 한국은 SLBM을 탑재했으면서도, 전세계 공격원잠 보다도 매우 작은 4천톤급 핵잠수함을 계획하고 있다. 핵잠수함에도 원자로가 다운되었을 때를 대비한 백업장치로서, 디젤엔진, 배터리, 많은 양의 디젤유가 그대로 들어간다. 한국 국방부의 말은, 원자로 설치 공간을 공란으로 비워두고, 백업장치인 디젤엔진, 배터리, 많은 양의 디젤유를 주장치로 사용하겠다는 의미로 보인다.
362사업에서 프랑스 바라쿠다급 잠수함을 유일한 수입 제품으로 고려했는데, 호주 해군이 재래식 '쇼트핀 바라쿠다급 잠수함'을 주문했다. 디젤추진 '쇼트핀 바라쿠다급 잠수함'은 핵추진 '바라쿠다급 잠수함'에서 원자로를 빼고 길이를 줄이고 해서 디젤 잠수함으로 개조한 버전이다. 수중배수량 4천톤 이상인데, 일본 소류급 잠수함도 수중배수량 4천톤 이상이다.

## 같이 보기
- 도산안창호급 잠수함